# Дурдыев, Мухамметкули
Мухамметкули Дурдыев (01.01.1921 — 23.09.1986) — наводчик зенитного пулемёта 18-го отдельного гвардейского дивизиона противовоздушной обороны (ПВО) 14-й гвардейской кавалерийской дивизии 7-го гвардейского кавалерийского корпуса, 1-го Белорусского фронта, ефрейтор, участник Великой Отечественной войны, кавалер ордена Славы трёх степеней.

## Биография
Родился 1 января 1921 года в кишлаке Байрач (ныне — Тагтабазарский этрап Марыйского велаята Туркменистана) в семье крестьянина. Туркмен.
Член ВКП(б)/КПСС с 1945 года. Окончил 10 классов. Работал в колхозе, был секретарём сельского совета.
В 1941 году призван в Красную армию. С августа того же года участвовал в боях с немецко-фашистскими захватчиками. Прошёл суровую школу сталинградских боёв. В то время он был подносчиком боеприпасов в дивизионе противовоздушной обороны 21-й (с февраля 1943 года — 14-й гвардейской) кавалерийской дивизии, входившей в состав 8-го кавалерийского корпуса Юго-Западного фронта. Во время одного из налётов вражеских бомбардировщиков сам встал за пулемёт, заменив погибший расчёт. Не дрогнул в единоборстве с пикирующим бомбардировщиком и стрелял до тех пор, пока враг не отвернул в сторону.
В составе дивизии отважный зенитчик участвовал в освобождении Украины, Курском сражении, форсировании Днепра. Был назначен наводчиком зенитного пулемёта. Не однократно применял вверенное ему оружие не только против воздушных, но и против наземных целей, вступая в единоборство с вражеской пехотой.
В январе 1944 года 14-я гвардейская кавалерийская дивизия, наступая на левом крыле Белорусского фронта, завязала бои за город Мозырь. 11 января в районе села Козинка (Глубокский район Витебской области), гитлеровцы предприняли сильную контратаку. Дивизион противовоздушной обороны занимал огневые позиции во втором эшелоне, но когда противник стал теснить кавалеристов, действовавших в пешем строю, зенитчики выдвинулись вперёд и огнём из своих крупнокалиберных пулемётов ударили по вражеской пехоте.
Гвардии рядовой Дурдыев в этом бою проявил высокое мужество и бесстрашие. Не обращая внимания на близкие разрывы, он разил гитлеровцев до тех пор, пока они, оставив на поле боя десятки убитых и раненых, не отступили. На следующий день в бою за село Борисковичи он снова умело использовал свой зенитный пулемёт для стрельбы по наземным целям и уничтожил более десятка гитлеровцев.
Приказом командира 14-й гвардейской кавалерийской дивизии от 9 февраля 1944 года за мужество и бесстрашие, проявленные в бою гвардии рядовой Дурдыев Мухамметкули награждён орденом Славы 3-й степени (N 55231).
Летом 1944 года в составе своей дивизии гвардеец Дурдыев освобождал Белоруссию и Польшу. 21 июля в бою за деревню Гусино он вновь действовал на передовой. Огнём из своего пулемёта он уничтожил две пулемётные точки и около десятка гитлеровцев. Противник оставил деревню, но вскоре перешёл в яростную контратаку. Дурдыев, находясь с пулемётом на западной окраине деревни, в упор расстреливал атакующих гитлеровцев. Три раза противник пытался захватить деревню и каждый раз откатывался назад, оставляя десятки трупов. Гвардейцы, преследуя врага, с ходу форсировали Западный Буг, вступили на территорию Польши.
22 июля в боях за польский город Хелм Дурдыев уничтожил восемь гитлеровцев. За самоотверженность, боевую инициативу и находчивость проявленные в этих боях командир дивизии генерал-майор Г. П. Коблов представил гвардейца-зенитчика к награждению орденом Славы 2-й степени.
Приказом от 24 августа 1944 года за мужество и бесстрашие, проявленные в бою гвардии рядовой Дурдыев Мухамметкули награждён орденом Славы 2-й степени (№ 4630).
Развивая успех, советские войска вышли на Вислу и захватили плацдармы, с которых впоследствии началась Висло-Одерская операция. 14-я гвардейская кавалерийская дивизия, входившая в состав 7-го гвардейского кавалерийского корпуса, была введена в прорыв 17 января и действовала в направлении Томашув Мазовецки. Жестокий бой разгорался у села Гарзувна. При отражении вражеской контратаки гвардии ефрейтор Дурдыев истребил тридцать семь гитлеровцев. На следующий день он уничтожил две автомашины вместе с находившимися в них вражескими солдатами.
С начала февраля дивизион противовоздушной обороны 14-й гвардейской кавалерийской дивизии прикрывал переправу на Одере. На этот раз зенитчики работали по прямому назначению. Дурдыев каждый день вступал в поединки с вражескими бомбардировщиками и 29 февраля пикирующий на переправу сбил Фокке-Вульф FW-190. За этот подвиг был представлен командованием к награждению орденом Славы 1-й степени.
Продолжались тяжёлые бои на территории Германии. В районе города Делитц зенитчики отразили несколько контратака гитлеровцев. Дурдыев лично уничтожил около семидесяти гитлеровцев, за что был награждён орденом Красной Звезды.
В конце апреля дивизия ворвалась в город Ратенов севернее Берлина. В уличном бою Дурдыев, умело используя своё грозное оружие по наземным целям, уничтожил около тридцати гитлеровцев, за что был награждён орденом Отечественной войны 2-й степени.
Указом Президиума Верховного Совета СССР от 31 мая 1945 года за исключительное мужество, отвагу и бесстрашие, проявленные на заключительном этапе Великой Отечественной войны в боях с гитлеровскими захватчиками гвардии ефрейтор Дурдыев Мухамметкули награждён орденом Славы 1-й степени (№ 1432).
В 1946 году старшина Дурдыев был демобилизован. Вернулся в родной кишлак Байрач. Работал учителем школе, был на партийной работе.
Умер 23 сентября 1986 года.

## Награды
- Орден Отечественной войны I степени (6.04.1985)[3]
- Орден Отечественной войны II степени (1945)[4]
- Орден Красной Звезды (16.04.1945)[5]
- Орден Славы 1-й степени (31.5.1945)[2][6]
- Орден Славы 2-й степени (24.08.1944)[2]
- Орден Славы 3-й степени (9.2.1944)[2]
- Медаль «В ознаменование 100-летия со дня рождения Владимира Ильича Ленина» (6 апреля 1970)
- Медаль «За оборону Сталинграда»
- Медаль «За победу над Германией в Великой Отечественной войне 1941—1945 гг.» (9 мая 1945[7])
- Юбилейная медаль «Двадцать лет Победы в Великой Отечественной войне 1941—1945 гг.» (7 мая 1965[8])
- Юбилейная медаль «Тридцать лет Победы в Великой Отечественной войне 1941—1945 гг.»[9]
- Медаль «За взятие Берлина»
- Медаль «За освобождение Варшавы»
- Медаль «Ветеран труда»
- Юбилейная медаль «50 лет Вооружённых Сил СССР» (26 декабря 1967[10])
- Юбилейная медаль «60 лет Вооружённых Сил СССР» (28 января 1978[11])
- Знак «25 лет победы в Великой Отечественной войне» (1970)

## Память
На могиле героя установлен надгробный памятник.